# Грегорі Хаус
Доктор Ґреґорі Хаус (англ. Gregory House) — головний герой американського телесеріалу «Доктор Хаус».
За словами одного з засновників серіалу, Девіда Шора, прототипом Хауса є Шерлок Холмс. Хоча, на відміну від Холмса, Хаус займається тільки медичними розслідуваннями, від відомого детектива він успадкував багато звичок і характерних рис. Як і Холмса, Хауса цікавлять важкі справи (Хауса нервує рутинна праця у клініці з чередою банально-простих діагнозів), і тільки чергове розслідування має здатність розвіяти його смуток; Хауса, як і Холмса, цікавить музика (грає на фортепіано, гітарі і губній гармоні), з великою долею цинізму ставиться до людей, має залежність від наркотиків (вікодин, іноді морфій, ЛСД і метадон), інколи йому достатньо погляду, щоб не тільки поставити діагноз, а й розповісти про звички й особисті проблеми пацієнта. Лікар Вілсон, колега Хауса, багато в чому схожий на доктора Ватсона, компаньйона Шерлока Голмса.